# Дубравка Вукотић Дракић
Дубравка Вукотић Дракић (Подгорица, 25. јун 1976) је црногорска глумица.

## Биографија
Дубравка Вукотић Дракић је рођена 25. јуна 1976. године у Подгорици. Она је глумица и директорка Градског позоришта у Подгорици. У родном граду је завршила основну и средњу школу, а затим је завршила Факултет драмских уметности у Цетињу, у класи проф. Боре Стјепановића, али и даље живи у Подгорици, са двоје деце и супругом.

## Филмографија
| Год        | Назив                                  | Улога                 |
| ---------- | -------------------------------------- | --------------------- |
| 1999.      | У име оца и сина                       | Каменодољанка         |
| 2002.      | Срећна ми нова година                  |                       |
| 2003—2004. | М(ј)ешовити брак                       | Милунова жена, Бојана |
| 2004.      | Опет пакујемо мајмуне                  | Драгица               |
| 2005.      | Поглед са Ајфеловог торња              |                       |
| 2007.      | Премијер                               | Хедвига               |
| 2008.      | Гледај ме                              | Катарина Петровић     |
| 2008.      | Die Rote Zora                          | Грађанка бр. 3        |
| 2009.      | Бараба                                 |                       |
| 2010.      | Дај баба главу                         | Марина                |
| 2012—2015. | Будва на пјену од мора                 | Олга Радмиловић       |
| 2014.      | Атомски здесна                         | Милена                |
| 2015.      | Горчило - Јеси ли то дошао да ме видиш | Гроздана Обад         |
| 2017.      | Santa Maria della Salute (ТВ серија)   | Кнегиња Милена        |
| 2017-2019. | Бисер Бојане                           | Зорка Поповић         |
| 2024-2025. | Радио Милева                           | Верка Јошић           |